# Félix Milliet
Vous lisez un « article de qualité » labellisé en 2021.
Ne doit pas être confondu avec Félix Millet.
Pour les articles homonymes, voir Milliet.
Félix Milliet, né le 19 juillet 1811 à Valence et mort le 22 octobre 1888 dans le 5e arrondissement de Paris, est un officier puis militant républicain, poète et chansonnier français. Il milite aux côtés de son épouse Louise Milliet, née le 28 janvier 1822 au Mans et morte le 10 juillet 1893 dans le 5e arrondissement de Paris.
Orphelin originaire de la Drôme, Félix Milliet développe ses idées républicaines dès la révolution de Juillet en 1830. Il suit une carrière militaire, qui le conduit dans le Maine, et s'exerce à l'art de la poésie. Là, il fait la connaissance de Louise de Tucé, une adolescente originaire d'une famille noble et aisée. Ils se marient et emménagent au Mans.
C'est au Mans que la carrière politique de Félix Milliet connaît son apogée. Il côtoie d'importants républicains de la ville, comme Auguste Savardan, Marie Pape-Carpantier ou Jacques François Barbier. Après avoir quitté l'armée, il se fait connaître par ses chansons engagées qu'il publie dans des journaux régulièrement interdits, par la monarchie de Juillet puis par le régime républicain de Louis-Napoléon Bonaparte. Il se qualifie de socialiste, même s'il est en pratique très modéré, et partage les idées anticléricales et fouriéristes de ses amis. Il soutient l'insurrection parisienne des journées de Juin en 1848 puis se présente aux élections législatives l'année suivante parmi les candidats de la Montagne.
Après le coup d'État du 2 décembre 1851, il est impliqué dans une affaire de tentative d'insurrection dans la région mancelle et condamné à l'exil à Nice au début de l'année 1852. Il se réfugie à Genève, rapatrie sa famille auprès de lui et poursuit son engagement. Ainsi, il continue d'écrire et de publier des chansons, jusqu'à ce que l'une d'entre elles, Chansonnier impérial pour l'an de grâce 1853, le fasse condamner de nouveau à l'exil, cette fois-ci pour Londres.
Félix Milliet se réfugie en Savoie, alors rattachée au royaume de Sardaigne. Il cesse ses publications politiques et se consacre à la peinture et à sa famille. Toujours fouriériste, il envisage de rejoindre le projet phalanstérien de La Réunion au Texas, avant que le projet ne périclite ; il voit en ces petites communautés la possibilité d'une « harmonie mondiale » utopique. Il ne revient en France qu'en 1866, soit sept ans après la loi d'amnistie des condamnés politiques et quatorze ans après le début de son exil.
Il passe les vingt dernières années de sa vie retraité à Paris, puis à La Colonie, un phalanstère situé à Condé-sur-Vesgre (Seine-et-Oise). Sa femme Louise Milliet participe activement à l'organisation de la communauté, mais lui n'est que peu actif. Il meurt en 1888. Il doit sa notoriété en partie à son fils Paul Milliet, qui retrace sa vie dans une biographie familiale parue au sein des Cahiers de la Quinzaine de Charles Péguy en 1910.

## Vie familiale

### Études et début de l'engagement républicain
Jean Joseph Félix Milliet naît en 1811 à Valence d'Élisabeth Vialet et de Joseph Milliet, un médecin et propriétaire originaire de Cluses (Haute-Savoie) établi à Valence depuis l'an IX. Il est orphelin dès l'âge de neuf ans et n'a pour seule famille qu'une sœur, Célie Milliet, de cinq ans plus âgée que lui,, et un oncle maternel, colonel d'artillerie et directeur de la manufacture d'armes de Saint-Étienne, retiré dans les propriétés familiales de Saint-Flour (en bordure du Rhône et sur le territoire de la commune de Guilherand-Granges). Il est élevé par des amis de la famille et étudie au collège de Valence, puis à celui de Lyon. Il obtient son baccalauréat ès lettres le 16 octobre 1829, à l'âge de dix-huit ans.
L'année suivante, Félix Milliet monte étudier à Paris à l'École de droit. La première représentation de la pièce Hernani de Victor Hugo le 15 février 1830 le marque politiquement ; il admire Hugo et s'enthousiasme pour ses idées. Toutefois républicain, il participe à la révolution de Juillet et, d'après son fils Paul Milliet, plus particulièrement à l'« expédition de Rambouillet ».
Pris de court par les évènements politiques, il cesse ses études de droit pour lesquelles il est peu intéressé afin de commencer une carrière militaire. Il étudie à Saint-Cyr, puis à l'École de cavalerie de Saumur. Il en sort sous-lieutenant parmi les chasseurs à cheval.

### Mariage avec Louise de Tucé

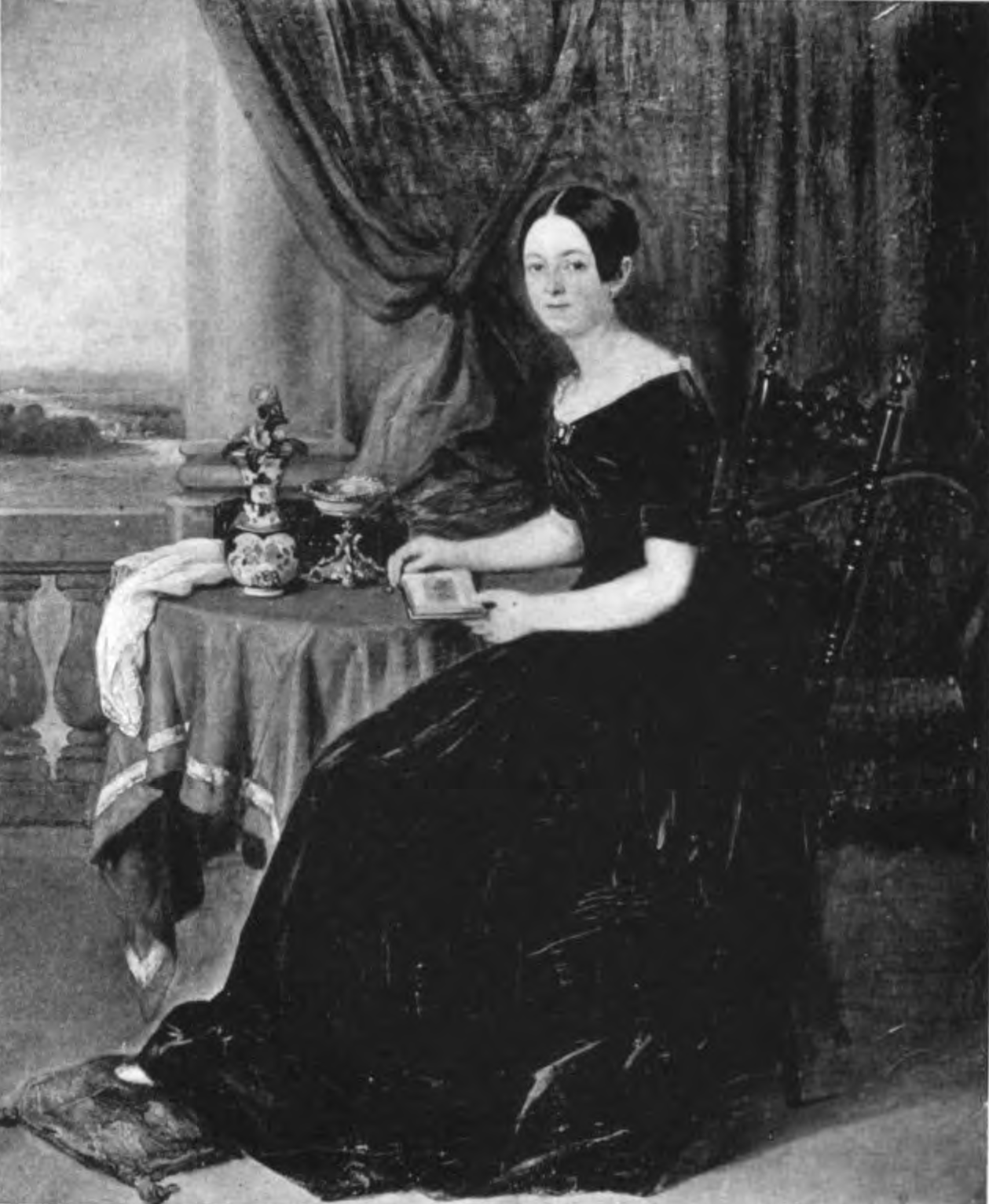
Louise Milliet peinte par G. Suan en 1844.

Ayant intégré le régiment du 7e Lanciers, Félix Milliet est envoyé en garnison à Vendôme, ainsi qu'à Montoire-sur-le-Loir (Loir-et-Cher). C'est là qu'il fait la connaissance en 1838 de Louise de Tucé, une adolescente âgée de seize ans. Il souhaite l'épouser, et écrit durant cette année de nombreux poèmes louangeant son amour naissant,.
Cependant, son origine sociale bloque un temps leur possibilité d'union. Louise de Tucé est descendante d'une famille aisée originaire de la noblesse provinciale du Maine, alors que Félix Milliet ne possède aucun titre de noblesse et seulement quelques modestes propriétés. La mère de Tucé, Aimée Hüe de Montaigu, souhaite que sa fille ne soit mariée qu'à ses dix-huit ans révolus et avec un homme fortuné et bien né ; ainsi elle écrit vers le 8 décembre 1838 à Félix Milliet que sa « fille appartient à une des plus anciennes familles du Maine, qui trouverait peu convenable que je fisse faire à Louise une alliance, où elle ne trouverait ni naissance ni titre »,. Malgré cela, elle prend en considération l'amour qu'éprouve Félix Milliet pour sa fille. Elle exige alors de lui qu'il attende, et qu'il acquière un titre de noblesse à son mariage. Il en a la possibilité, en accolant à son nom celle de sa propriété de Saint-Flour. Il refuse de par ses convictions politiques.
Louise de Tucé et Félix Milliet se fiancent finalement en janvier 1839. Leur mariage a lieu trois mois plus tard, le 13 avril au Mans ; lui a vingt-sept ans, elle dix-sept.

### Père de famille

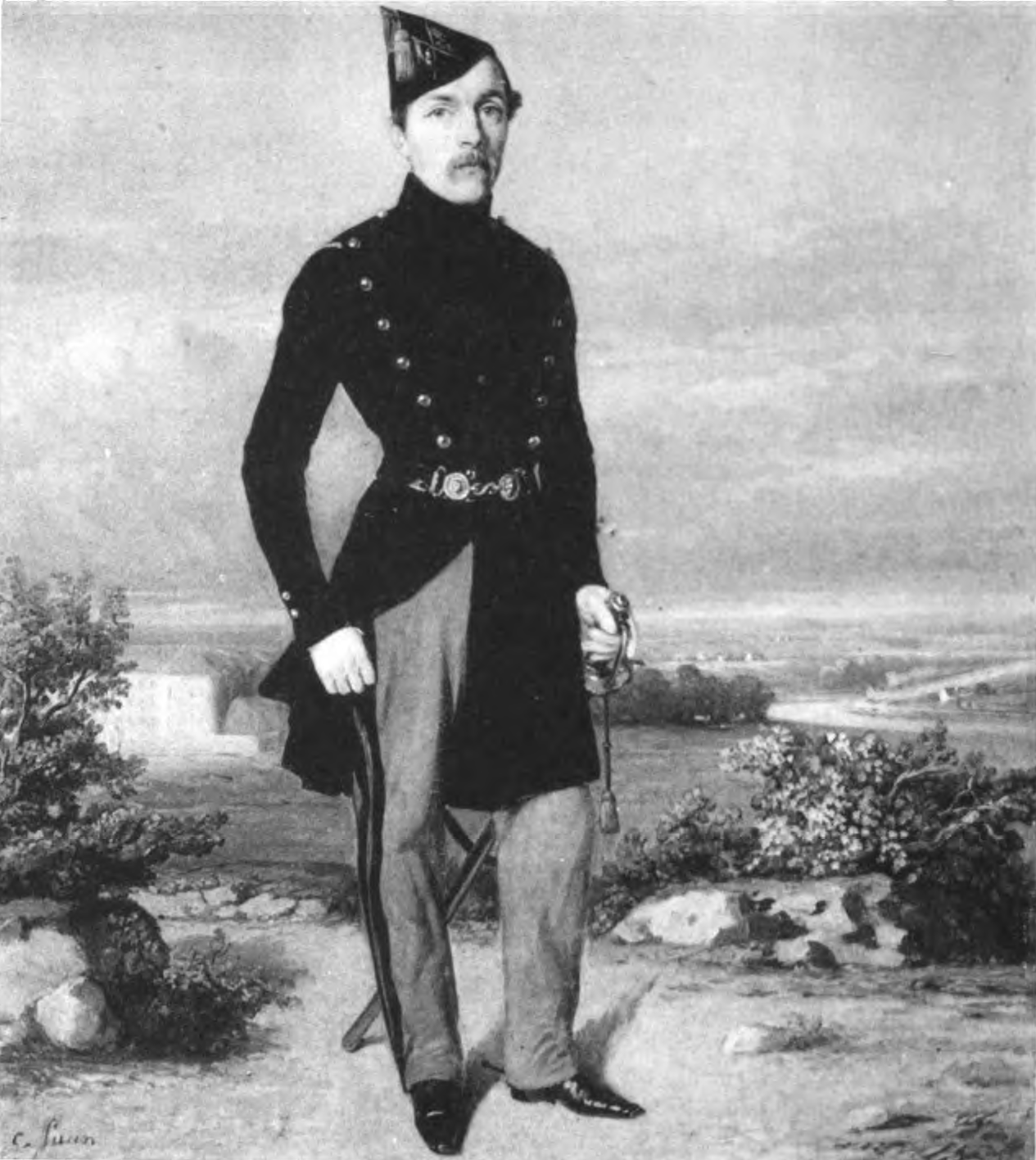
Félix Milliet en tenue militaire, en 1844.

Félix et Louise Milliet ont un premier enfant dès 1840, le 6 août, prénommé Fernand. Il est suivi moins de deux ans après par Alix, le 18 mai 1842.
À son mariage, Félix Milliet est en garnison à Vendôme et sous-lieutenant au 8e Lanciers. Il poursuit sa carrière militaire et devient dans les années qui suivent officier de cavalerie. Avec son régiment, il change plusieurs fois de garnison, rejoignant Pontivy dans le Morbihan ou Alençon dans l'Orne. Cependant, il souffre d'une maladie du larynx, souhaite se rapprocher de sa famille ainsi que se consacrer pleinement à la poésie. Il démissionne de l'armée et rejoint sa femme et ses enfants au Mans. Naît ensuite leur troisième enfant, Paul, le 6 mars 1844, puis leur quatrième, Jeanne, en 1848.
Jusque-là, Louise Milliet vivait près de sa mère Aimée Hüe de Montaigu au Mans. Réuni, le couple s'établit dans une demeure qu'ils font construire, avec cour et jardin, à proximité de celle de cette dernière. Ils profitent pour leurs vacances d'une maison qu'elle a établie à Montoire-sur-le-Loir.
Félix Milliet écrit régulièrement des poèmes sur sa vie et pratique la peinture. Il participe à l'éducation de ses enfants. Louise Milliet abandonne ses pratiques religieuses et s'initie aux arts, à la littérature, la philosophie et la politique. Elle développe une pensée politique semblable à celle de son époux.

## Militantisme républicain au Mans

### Cercle d'amis progressiste
Durant les premières années de son mariage, le jeune couple s'établit au Mans, chef-lieu de la Sarthe. C'est un département républicain, propice à ce qu'il se lie d'amitié avec des militants républicains ou libéraux. Son cercle d'amis se compose de la pédagogue et féministe Marie Carpantier, alors directrice de la salle d'asile, une première forme d'école maternelle,, l'écrivain Louis Clément Silly, le couple phalanstèrien Trahan, le publiciste radical Napoléon Gallois, le républicain Édouard Prudhomme de La Boussinière, directeur d'un cercle de lecture des ouvriers, Julien Chassevant, fervent adepte de Charles Fourier, et du Dr Jacques François Barbier,,,,. Avec les familles de ces deux derniers, les Milliet se retrouvent régulièrement autour de pique-niques où ils développent leurs idées républicaines et fouriéristes — ces dernières étant surtout transmises par Julien Chassevant.
Se considérant « libéré » des dogmes de la religion et sous l'influence des thèses de Charles Fourier, Félix Milliet est initié à la franc-maçonnerie le 25 mai 1846. Il devient orateur à la loge mancelle « des Arts et du Commerce ». Le Dr Barbier le rejoint quelques années plus tard ; Paul Milliet le décrit comme l'ami « le plus intime » de son père.

### Activités
Une nouvelle révolution éclate à Paris en 1848, dite de Février, au cours de laquelle le roi Louis-Philippe Ier et son régime de la monarchie de Juillet, mis en place après la révolution de 1830, est renversé au profit d'une Deuxième République. Des élections présidentielles au suffrage universel masculin sont organisées et voient Louis-Napoléon Bonaparte, neveu de Napoléon Ier, prendre le pouvoir.
Sous cette nouvelle République en construction, Félix Milliet devient une figure républicaine engagée du Mans aux côtés de Barbier,. Ils sont des républicains dits « avancés », soutiens du groupe parlementaire de gauche la Montagne et de son leader Alexandre Ledru-Rollin, candidat à l'élection présidentielle. Un Comité central républicain de la Sarthe est fondé en 1848, Barbier le préside et Milliet devient secrétaire. Milliet est candidat, comme un dénommé Silly, aux élections législatives de 1849 dans la Sarthe ; y sont élus les membres de l'unique législature de l'Assemblée nationale législative de la Deuxième République. Il y a vingt-sept candidats pour dix députés à élire et 3 118 votants. Milliet obtient 1 113 voix, Silly 1 115, mais ils se retirent pour laisser le siège à Ledru-Rollin.
Félix Milliet est particulièrement actif en tant que chansonnier. Il fait publier ses recueils au Mans, où ils font succès. D'autres paraissent par l'intermédiaire du Bonhomme manceau, sentinelle démocratique de la Sarthe, de l'Orne et de la Mayenne, un hebdomadaire publié de 1849 à 1850 et régulièrement saisi, cofondé par Édouard Prudhomme de La Boussinière et Jean Silly, et dont Napoléon Gallois participe à la rédaction. Lui succède en 1851 le plus modéré Jacques Bonhomme,, au sein duquel écrivent Félix Milliet, le docteur Barbier et un Silly. Journal montagnard, il prétend dénoncer les « prétentions dynastiques et dictatoriales qui osent menacer la République » ; sa parution est cependant de courte durée, de février à avril 1851 et il ne connaît que huit numéros. Pour cause, une condamnation en police correctionnelle à Angers le 29 mars 1851. Il est alors à son tour recréé, sous le nom Le Petit Bonhomme manceau,.
Dans ses vers, Félix Milliet affirme son attachement à la République, ses idées anti-monarchistes, anticléricales et socialistes. Durant les premiers mois de la Deuxième République, il prend la défense des ouvriers défaits des ateliers nationaux, notamment au travers de sa chanson Courage et foi, rédigée après la répression mortelle des Journées de Juin en 1848 à Paris ; un « cri de pitié », selon les termes de son fils Paul,. Le 15 avril 1849, il consacre un de ses textes à l'un des chansonniers les plus populaires, Pierre-Jean de Béranger, alors sur la fin de sa carrière. Ce dernier lui répond en une lettre encourageante le 18 avril.

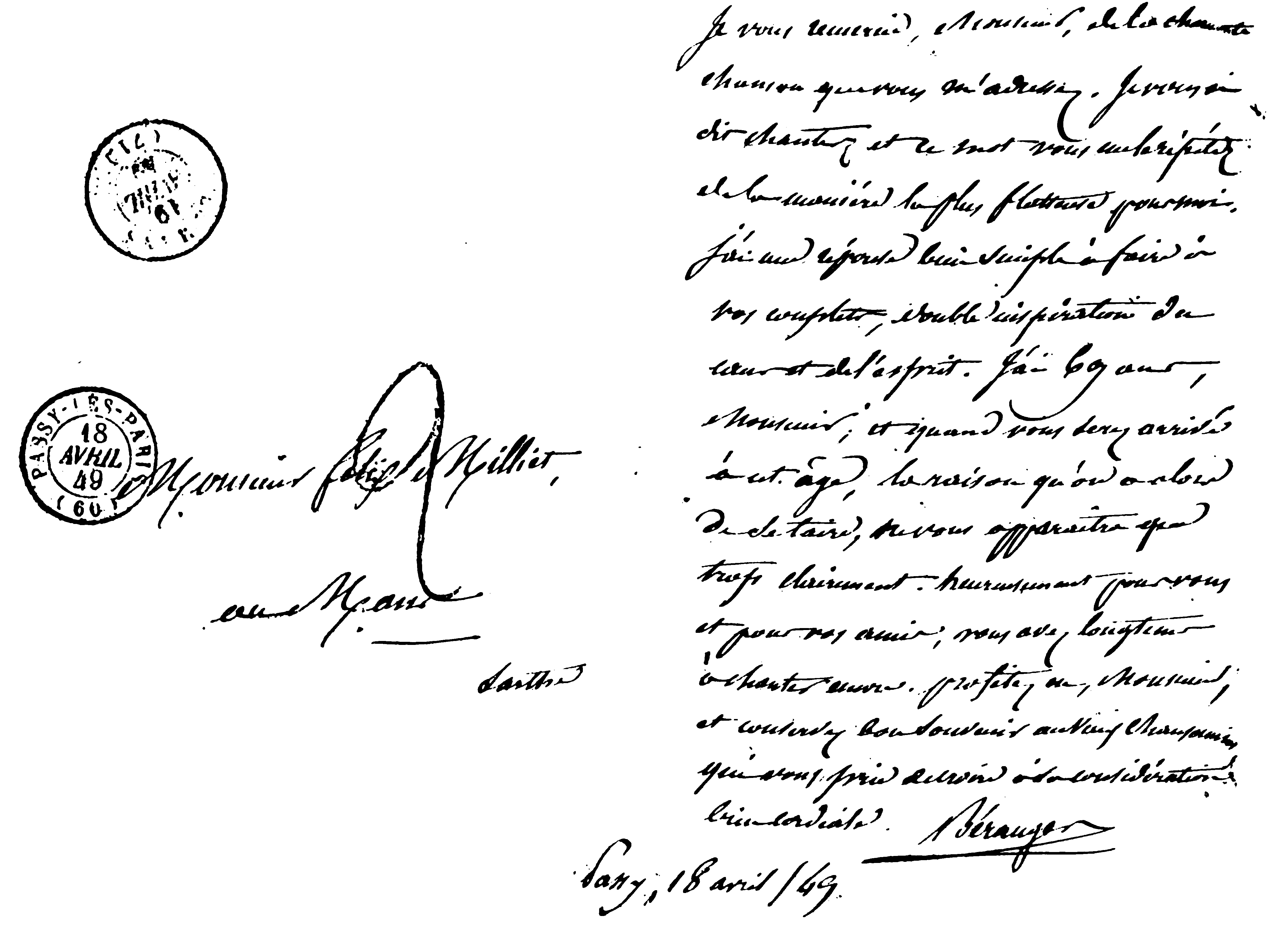
Lettre de remerciements de Pierre-Jean de Béranger à Félix Milliet le 18 avril.

Hélas ! en vain les pauvres prolétaires

D'un joug fatal voudraient se dégager,

Le capital les étreint dans ses serres !

000Chantez encore, ô Béranger.

La guerre sainte en Europe s'apprête ;

La liberté recrute ses soldats.

Partout l'esclave a relevé la tête

Et devant lui tremblent les potentats.

Contre les Rois, au signal de la France,

Voyez, voyez nos frères s'insurger !

Sonnez pour eux l'heure de délivrance,

000Chantez encore, ô Béranger.
— chanson sans titre de Félix Milliet, 1849.
Au cours de la préface d'un recueil publié en 1850 à la Propagande démocratique et sociale, dans lequel Félix Milliet intègre d'ailleurs la lettre que lui a adressé Béranger, Napoléon Gallois décrit les chansons de son ami comme l'expression de « la haine de la tyrannie, la pitié pour ceux qui souffrent, l'aspiration vers une organisation plus équitable de la société, la foi dans un avenir de paix et d’harmonie mondiale »,. La même année, Félix Milliet publie une chanson, Marchons en frères, sur une musique de P. Garreaud, dédiée au docteur Auguste Savardan, un important fouriériste de la Sarthe avec qui il est en relation.
Félix Milliet se voit aussi être élu capitaine de l'artillerie de la Garde nationale du Mans, qui partage ses opinions. Lorsqu'un journal réactionnaire publie un article insultant la Garde, il défie en duel son directeur, qu'il bat.

## Exil politique en Savoie

### Conséquences directes du Deux-Décembre
Le 2 décembre 1851, le président de République Louis-Napoléon Bonaparte, que la constitution empêche de renouveler son mandat, se proclame par un coup d'État prince-président. Il instaure un État autoritaire où les républicains subissent une importante répression. Un an plus tard, il restaure l'Empire et devient l'Empereur des Français sous le nom de Napoléon III.
Dans les jours suivant le coup d'État, Félix Milliet est accusé par les forces bonapartistes d'avoir participé à une tentative d'insurrection qui s'est produite sur le territoire de la commune de La Suze,. Trois cents ouvriers d'une usine de tannerie ont été armés par leur patron Ariste Jacques Trouvé-Chauvel, ancien homme politique républicain. Ils prennent la mairie le 4 décembre, mais l'affaire tourne court et ils se rendent le 6. Durant le mois de janvier suivant, Félix Milliet est visé par un avis de recherche publié par voie de presse et d'affichage, qui annonce : « Le gouvernement vient de donner l'ordre de faire rechercher et arrêter partout où elles seront trouvées les personnes dont les noms suivent : […] Milliet, ex-capitaine de la garde nationale, âgé de 50 ans […] Des mandats d'amener ont été décernés contre ces neuf personnes, qui ont pris la fuite et qui sont inculpées d'être auteurs ou complices de l'insurrection qui a eu lieu à La Suze (Sarthe). » Son nom figure aux côtés de ceux de Trouvé-Chauvel et ses proches compagnons ainsi que de Jean Silly et Philippe Faure, tous deux membres de l'équipe du Bonhomme manceau.
La Commission de la Sarthe condamne Félix Milliet à l'expulsion, en même temps que douze autres hommes jugés pour les mêmes faits — dont Édouard Prudhomme de La Boussinière et Philippe Faure —, qui sont les suivants : « Ils sont tous depuis longtemps affiliés, comme directeurs ou agents principaux, à la société politique qui, sous divers titres, s'était donné la mission de répandre, dans le département de la Sarthe les principes démagogiques ou socialistes ; qu'à toutes les époques on les a vu rédiger ou distribuer des écrits de cette société, convoquer ou présider ses réunions, assurer l'exécution de ses décisions et, en un mot, s'efforcer de diriger l'opinion publique dans le sens de ses doctrines, ainsi que l'attestent toutes les pièces saisies au domicile du sieur Bouteloup. Que lors des événements du 2 décembre, ils étaient à la tête d'une organisation dont le but était de changer la forme du Gouvernement, sauf à attendre l'époque et saisir le prétexte que les circonstances fourniraient, et que pendant le moment venu, ils se sont efforcés d'assurer l'exécution des plans par eux depuis longtemps médités ; qu'en négligeant les allées et venues des premiers jours ainsi que la tentative faite dans la nuit du 3 décembre contre l'hôtel de ville du Mans, il ressort de l'instruction que le 5, à une heure de l'après-midi, les sus nommés se sont assemblés au domicile du sieur [Sylvain] Fameau, l'un d'eux, qu'ils ont désigné comme Président et qu'ils ont ouvert une délibération ; que l'objet de cette délibération était : prendra-t-on les armes ? Quel jour et à quelle heure le fera-t-on ? Qu'il fut résolu d'attendre au lendemain 5, à quatre heures de l'après-midi ; que le plan était de remplacer violemment toutes les autorités alors en exercice ; d'installer à leur place des administrations provisoires et de paralyser ainsi toute l'action gouvernementale du Président de la République. »

### Condamnation à l'exil
Le 27 mars 1852, Félix Milliet reçoit un ordre d'exil du territoire français pour Nice (alors province du royaume de Sardaigne). Ce sont au total 250 républicains qui sont arrêtés dans la Sarthe. Ses proches camarades subissent aussi la répression : Auguste Savardan est maintenu sous surveillance à son domicile, Napoléon Gallois est recherché par la police et se réfugie en Belgique, Jacques François Barbier, présent lors de la fameuse réunion du 5 décembre chez Sylvain Fameau, s'est enfui sur l'île de Jersey avant la fin de l'instruction judiciaire ; avec Félix Milliet ils sont neuf francs-maçons de la « Loge des Arts et du Commerce » à être poursuivis. Seuls Marie Pape-Carpantier et Julien Chassevant ne sont pas gravement inquiétés.
Lorsqu'il prend la route de l'exil en direction de Nice, Félix Milliet n'obéit pas et se réfugie à Genève, qu'il préfère à Nice. Il part seul, d'abord, puis Louise Milliet le rejoint dans le courant de l'année. C'est elle qui est chargée du déménagement, de la vente des biens non déménageables, de louer leur demeure et d'emmener les enfants. Elle arrive ainsi à Genève à la fin du mois de mai 1852, avec Fernand, âgé de onze ans, Alix, de dix, et Paul, de huit ; la petite Jeanne, âgée de quatre ans, est laissée à sa grand-mère. Cette dernière est aussi chargée de gérer les affaires concernant leurs biens, voyageant ainsi entre Valence et le Maine. Le couple est très bien accueilli à Genève, où il est reçu par les francs-maçons. La vie de famille s'organise bien et Félix Milliet reprend la publication de ses chansons.

### À Genève, l'affaire duChansonnier impérial

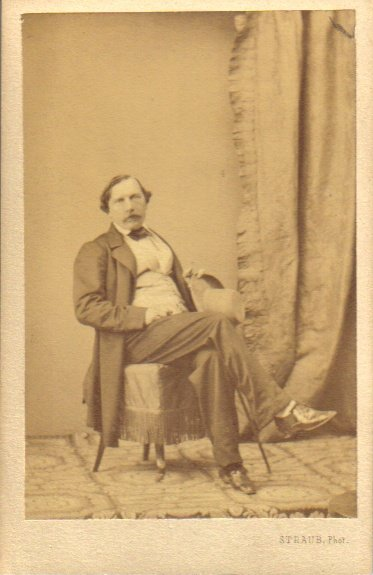
Portrait de Félix Milliet, non daté.

La publication d'un recueil aux chansons violentes manque de faire courir Félix Milliet à sa perte. Le Chansonnier impérial pour l'an de grâce 1853 est publié anonymement avec la fausse localisation « Bruxelles et Londres », mais est en réalité imprimé à Lausanne. L'un de ses imprimeurs écrit d'ailleurs, à un ami de Félix Milliet : « J'ai hésité quelques jours car Diable m'emporte s'il n'y a pas de quoi me faire pendre si l'on vient à découvrir des choses aussi fortes de café. Je vous supplie donc de ne pas ébruiter la chose et que personne ne sache que cela a été imprimé en Suisse. Il faut que cela vienne de Londres ou de New York. » Mais Milliet n'est pas des plus prudents et distribue son œuvre autour de lui. Il la fait imprimer en de petits formats, afin de les expédier dans des lettres et charge d'autres réfugiés français de les diffuser dans Genève. Ainsi, son nom est vite connu et reconnu ; le Journal de Genève le présente comme un conspirateur, un agent provocateur « allié à la noblesse française » et le ministre de la police genevoise Abraham Louis Tourte, politiquement un radical, écrit de lui le 9 mai 1853 qu'il est des « ultramontains » qui d'après lui manœuvrent conjointement avec l'empire d'Autriche afin de brouiller Genève et la France, qu'il est un « socialiste […] allié à des familles légitimistes ! capitaine de hussards à 34 ans ! frère du colonel du 7e Lanciers ! ami du comte d'Arnonville et du marquis Laboussière et dont les chansons furieuses étaient colportées par des Lombards maintenant en fuite. »
Dès que son nom est connu comme étant l'auteur du recueil, Félix Milliet est arrêté par Abraham Louis Tourte et conduit en prison. La police saisit plusieurs papiers qu'ils prennent de son secrétaire. Les autorités souhaitent l'exclure de Genève, et pourquoi pas de la Suisse, mais l'on craint le soutien populaire qui lui est adressé.
En effet, Milliet est apprécié et compte plusieurs soutiens dans la ville, notamment celui du colonel Alexandre Humbert, qui menace d'une émeute et d'aller chercher son camarade par la force ; il est à son tour arrêté et expulsé pour Berne. Louise Milliet se rend à Berne pour plaider la cause de son époux auprès des autorités fédérales. Même Tourte écrit dans un rapport au conseiller fédéral Daniel-Henri Druey le 5 mai 1853 « M. Milliet est recommandé par les citoyens les plus honorables. […] Je vous prie […], non pas de le renvoyer de la Suisse mais seulement de l'interner avec sa famille dans un autre canton. » puis « Je viens d'interroger M. Milliet qui me paraît un homme très raisonnable et plus imprudent que mal intentionné. Comme ses enfants sont ici au Collège [de Genève], je vous prie […] de l'interner sur parole et de ne pas le renvoyer de la Suisse. Les renvois indignent notre population et rendent presque impossible de faire partir les réfugiés pour Berne et on dit que si on les savait internés, personne ne prendrait leur parti. »
Cela ne suffit pas à convaincre les autorités. Le Conseil fédéral expulse Félix Milliet, au cours du mois de mai 1853 à Anvers en Belgique, où il embarque en direction de Londres.
Après son départ, Abraham Louis Tourte écrit : « Tout le monde me donne maintenant raison dans l'affaire Milliet, […] sauf toutefois 100 à 150 socialistes et quelques traîtres. […] On parle dans certaines coteries de me poursuivre pour avoir violé la loi sur l'inviolabilité du domicile mais je ne me laisserai pas intimider. […] Nous [les radicaux] saurons nous défendre par tous les moyens. »

### Établissement en Sardaigne

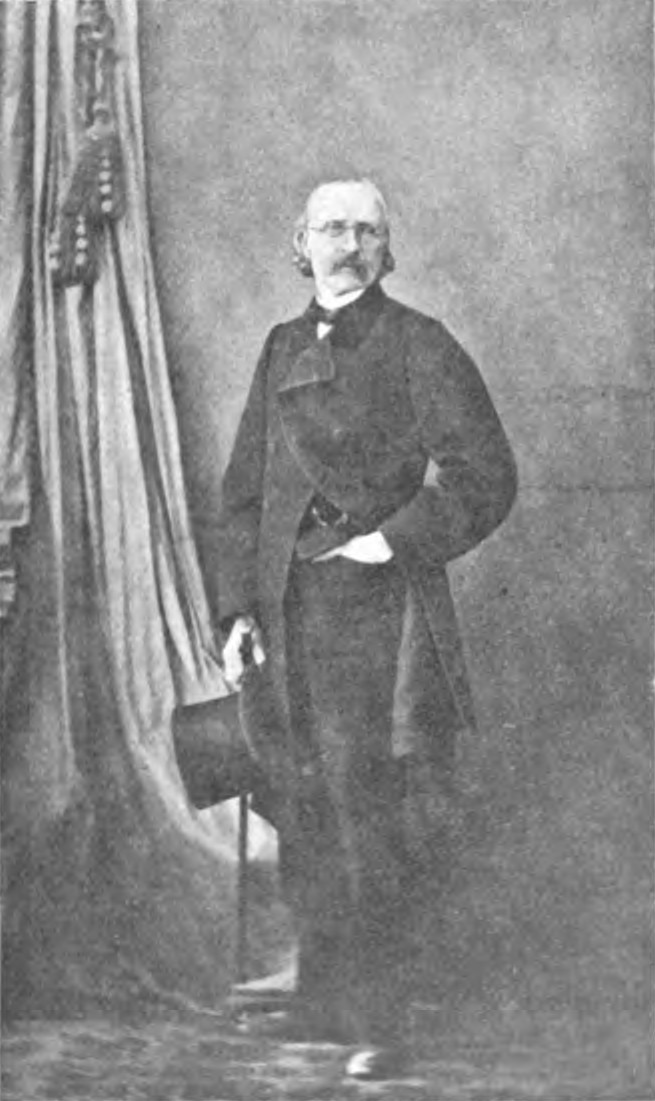
Photographie du docteur Pollet, non datée.

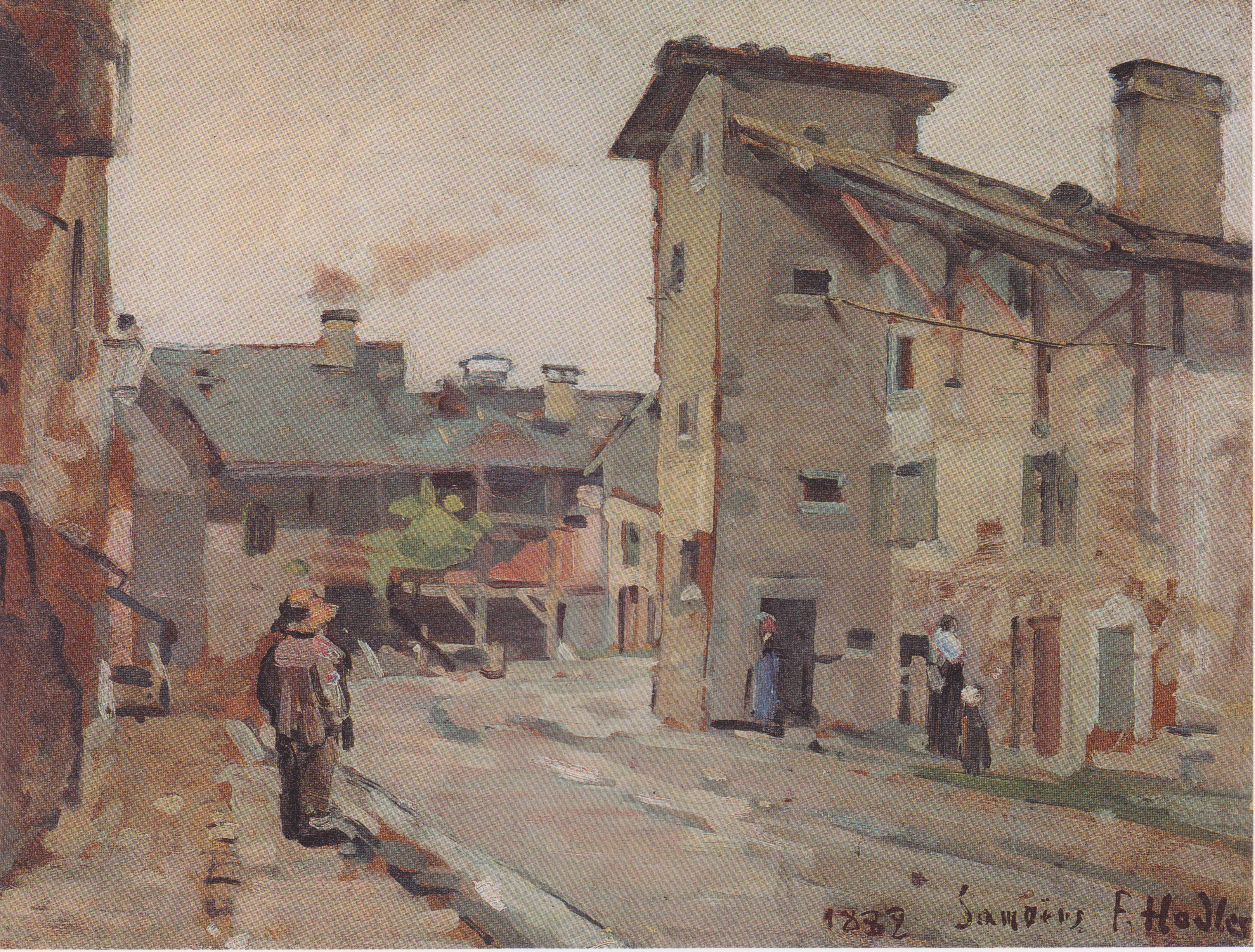
Samoëns par Ferdinand Hodler, 1852.

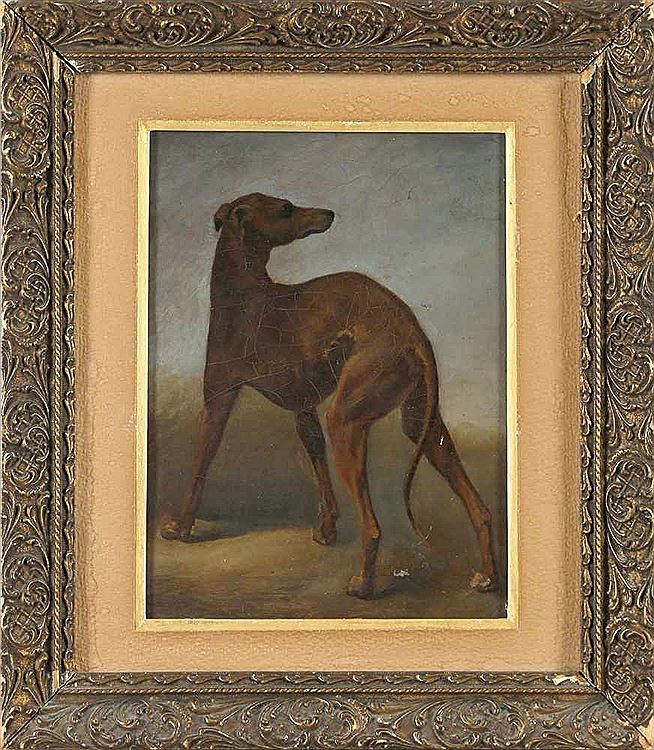
Peinture par Félix Milliet, vers 1853.

Félix Milliet ne souhaite cependant pas s'établir à Londres, et Louise Milliet non plus. Celle-ci trouve asile en Savoie (alors territoire sous contrôle du royaume de Sardaigne comme l'était Nice) auprès du docteur Pollet, un autre exilé français. Grâce à un faux passeport et grâce à l'aide des francs-maçons, Félix Milliet gagne la Savoie et retrouve sa famille. Cela se sait en août 1853 à Genève ; Abraham Louis Tourte écrit à Daniel-Henri Druey le 11 août : « Il est certain que ses enfants sont encore au Collège de Genève. Des ordres sont donnés pour l'arrêter s'il repassait dans le canton. »
Le docteur Pollet est établi avec son épouse dans la commune de Samoëns. Il possède une importante demeure au lieu-dit le Bérouze, en montagne, où il vit en commun avec les Milliet pendant plus d'une année. Leur vie est calme et agréable ; c'est à Samoëns que naît son dernier enfant, Louise, le 15 janvier 1854. Alix et Paul y font leur première communion, le 4 avril 1854. Afin de mener à bien leurs affaires économiques, Louise Milliet se rend régulièrement en France, auprès de sa mère, ou à Valence, près des terres de son mari.
Tous leurs enfants vont à l'école, y compris leurs filles, comme le recommandent les principes fouriéristes, ainsi qu'aux cours d'instruction religieuse. Alix va chez les sœurs, Fernand est interne au Collège royal de Bonneville et Paul est instruit par un jeune vicaire. Cependant, ils grandissent et nécessitent désormais une éducation plus complète. Félix Milliet, qui a entre-temps repris la peinture, est sollicité pour être professeur de dessin au Collège de Bonneville. La famille Milliet emménage donc à Bonneville et il commence son travail en novembre 1854,. Leur fille Jeanne, que Louise Milliet a pu rapatrier à Bonneville quelques mois plus tôt,, meurt à l'âge de six ans en novembre 1854, emportée par une maladie inconnue.

### Le projet phalanstérien de La Réunion
Félix et Louise Milliet supportent de plus en plus mal la politique autoritaire de Napoléon III. Lui trouve l'espoir dans un projet mené par un « excellent ami », le fouriériste Victor Considerant,,. Celui-ci projette de fonder une communauté fouriériste au Texas. Les premiers colons embarquent en 1854 et fondent La Réunion.
Félix Milliet se voit éleveur de chevaux, dirigeant un haras auprès de sa femme et de ses enfants. Pour ce faire, il faut aux Milliet d'importants fonds. Louise Milliet vend leur maison au Mans, leur propriété de Saint-Flour, et rend liquide sa dot. Cependant, en 1857, Victor Considerant leur annonce son échec et la liquidation de sa société. Il perd une grande partie de ses fonds, et les Milliet d'importantes sommes d'argent,.

### Exil volontaire à Genève
Revenus à Genève en 1858 avec l'autorisation du gouvernement pour parfaire l'éducation de leurs enfants, les Milliet s'y installent pour huit ans. Paul suit des cours d'art et Fernand intègre en 1859 l'armée, partant sans même prévenir ses parents. La même année, une loi d'amnistie des condamnés politiques permet à Félix Milliet de revenir s'établir en France.
Ses propriétés de Saint-Flour et du Mans vendues, et en absence de liens familiaux sur le territoire français (la mère de Louise Milliet est morte en 1855 et la sœur Noémie de Tucé est une noble opposée à leurs idées), les Milliet préfèrent Genève. Ils s'y sentent bien et y retrouvent leurs amis. Ce n'est qu'après qu'Alix ait épousé un Parisien, dénommé Henri Payen en 1861, et que Paul ait rejoint les Beaux-Arts de Paris en 1863, qu'ils rejoignent la France en 1866, et s'établissent à Paris. Leur exil a duré au total quatorze ans.

## Retour en France à la Colonie

### Premières années

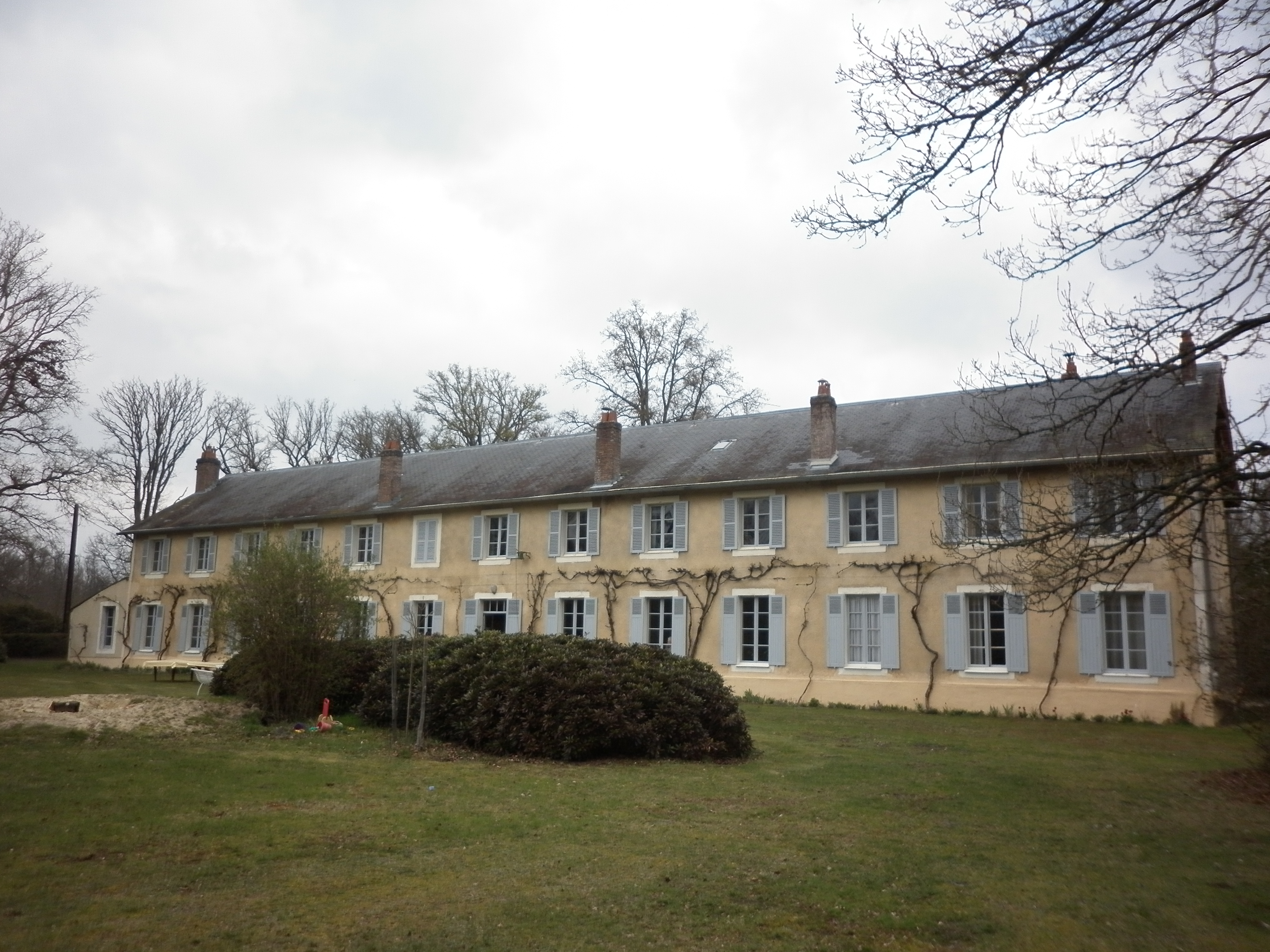
Le bâtiment principal de la Colonie, à Condé-sur-Vesgre.

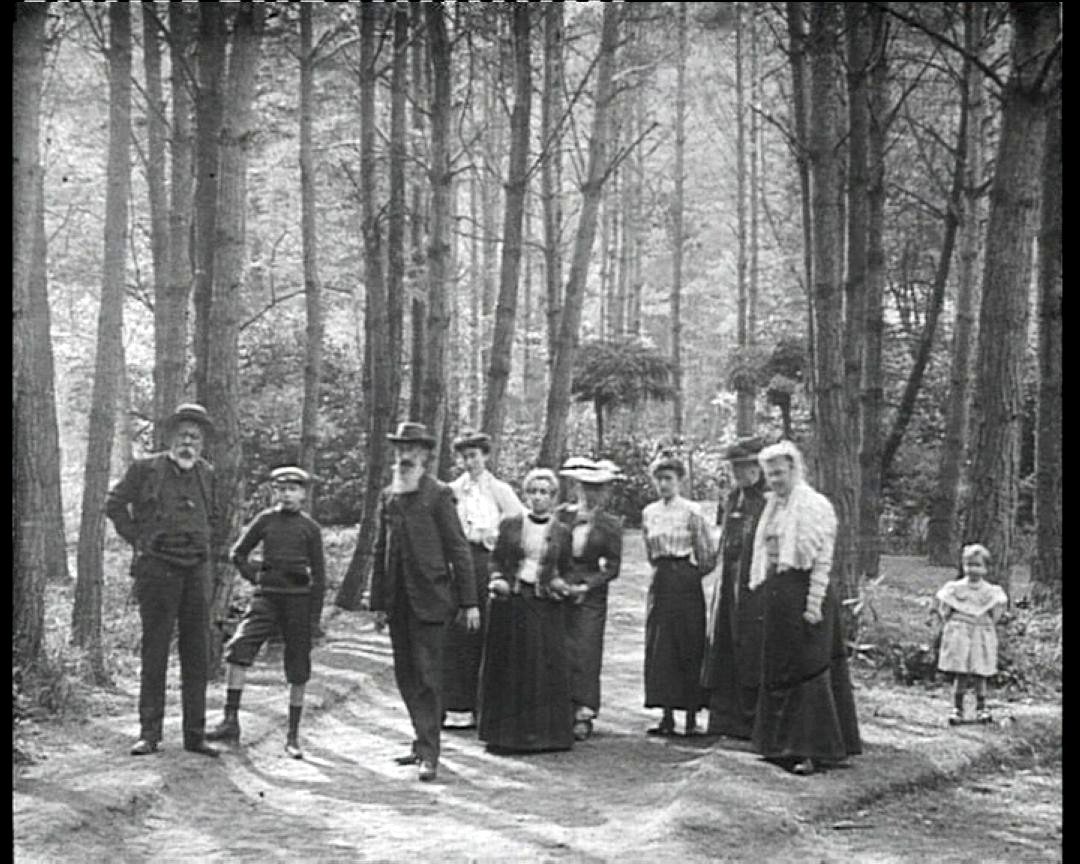
Jeu de boules à la Colonie en 1907.

À Paris, le couple Milliet acquiert un appartement au 95 boulevard Saint-Michel, sur la rive gauche, que leur a trouvé leur fille Alix Payen, qui elle est installée dans le 10e arrondissement sur l'autre rive. Ils rejoignent la communauté fouriériste de la Colonie, organisée autour d'un phalanstère situé dans la forêt de Rambouillet, en Seine-et-Oise, avec lequel ils sont en contact depuis le début des années 1860. Ils la visitent régulièrement et passent leurs étés auprès d'elle.
De l'activité à la Colonie de Félix Milliet, au cours de ces premières années, subsiste un témoignage de sa fille Louise Milliet. Dans une lettre datée du 21 septembre 1868, elle écrit : « tous les matins, papa, M. de Curton, Mme [Marie] de Boureulle et M. [Eugène] Nus discutent philosophie, mais je ne les écoute pas, car ils sont matérialistes excepté M. Nus ». Félix et Louise Milliet retrouvent à Condé quelques-uns de leurs amis du Mans, tel Julien Chassevant, actionnaire depuis 1863 et qui y sera administrateur durant six ans au cours des années 1880, ou Marie Pape-Carpantier, qu'ils introduisent au sein de la communauté.
D'après des textes de Paul Milliet, la vie y est faite de jeux, de lecture, de musique, de peintures, de promenades et de conversations. Félix Milliet tient un jardin qu'il cultive. Au cours des années 1860, la Colonie bénéficie d'importants aménagements, comme la construction de pavillons et d'un potager d'un demi-hectare ou la fondation d'une école. Notamment, Félix Milliet est à l'origine de la construction d'un kiosque artistique en 1869, et Louise Milliet fait planter un verger.

### La guerre dans Paris

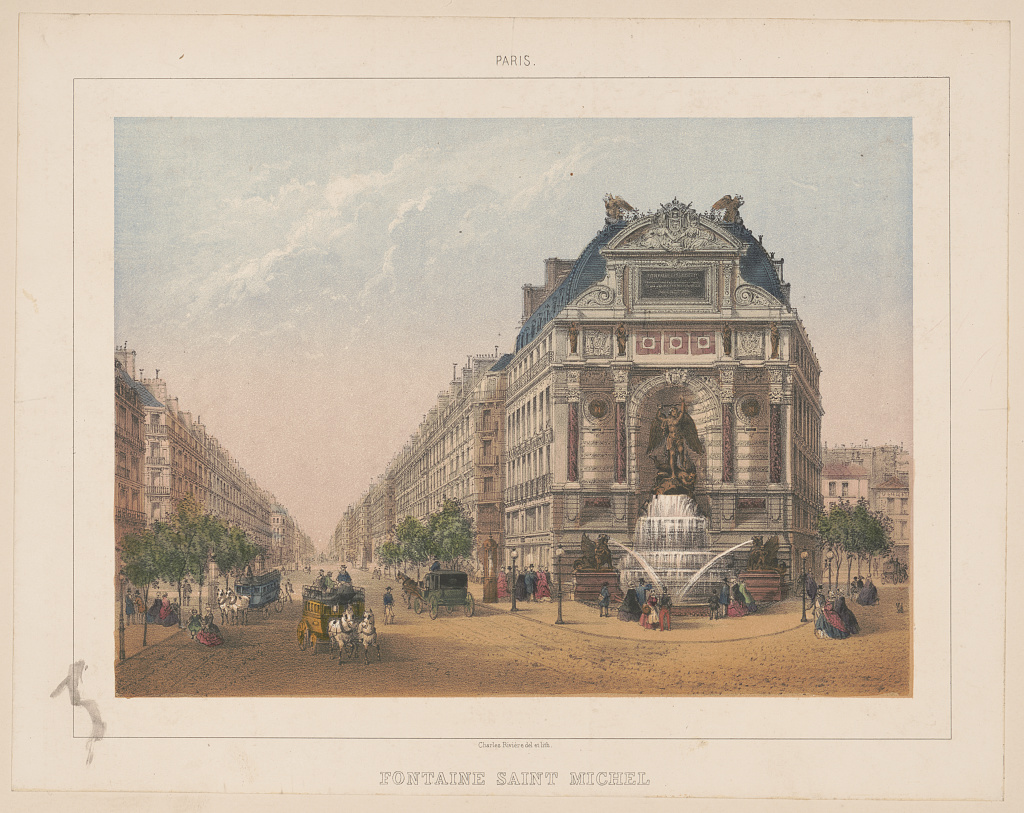
Le boulevard Saint-Michel, où se situe l'appartement des Milliet. Illustration de Charles Rivière réalisée au cours des années 1870, représentant la fontaine Saint-Michel.

Désormais, lorsque Louise Milliet et leurs enfants se déplacent, Félix Milliet ne quitte plus la Colonie,. Ainsi, quand Paris est assiégé au cours de la guerre franco-allemande de 1870 et que l'ensemble de la famille est présente en ville, il n'y est pas. Louise Milliet et sa fille Louise doivent fuir les bombardements sur leur quartier en janvier 1871 et se réfugient chez des amis ou chez Alix Payen, pendant que Paul Milliet et Henri Payen participent aux combats.
La capitulation du gouvernement provisoire — capturé par l'ennemi, Napoléon III est déchu et une Troisième République proclamée le 4 septembre 1870 — est signée le 28 janvier 1871, ce qui permet à l'ensemble de la famille Milliet de se retrouver à Condé-sur-Vesgre, jusqu'à être séparée de nouveau en raison du siège de l'armée française sur l'insurrection de la Commune de Paris,. Paul Milliet et Alix Payen rejoignent les rangs armés des communards, le premier parmi le génie militaire de la Garde nationale et la seconde en tant qu'ambulancière ; Henri Payen, lui aussi garde national, y est tué. Louise Milliet a choisi de rester à Paris pour être auprès de ses enfants. Avec sa fille Louise et accompagnées de leur amie Marie Delbrouck (fille de Joseph Louis Delbrouck), elles visitent régulièrement les communards blessés à l'ambulance du Luxembourg puis de Saint-Sulpice. Elles parviennent à maintenir une correspondance régulière avec Félix Milliet,, partageant les évènements auxquelles elles assistent, leurs activités ainsi que leurs opinions communardes. La mère Louise Milliet est la plus partagée, la plus jeune fille la plus radicale. Alix Payen témoigne d'un concert où un garde mobile chante une chanson de Félix Milliet, Anathème au lâche bandit, écrite après le Deux-Décembre.

### Retraite

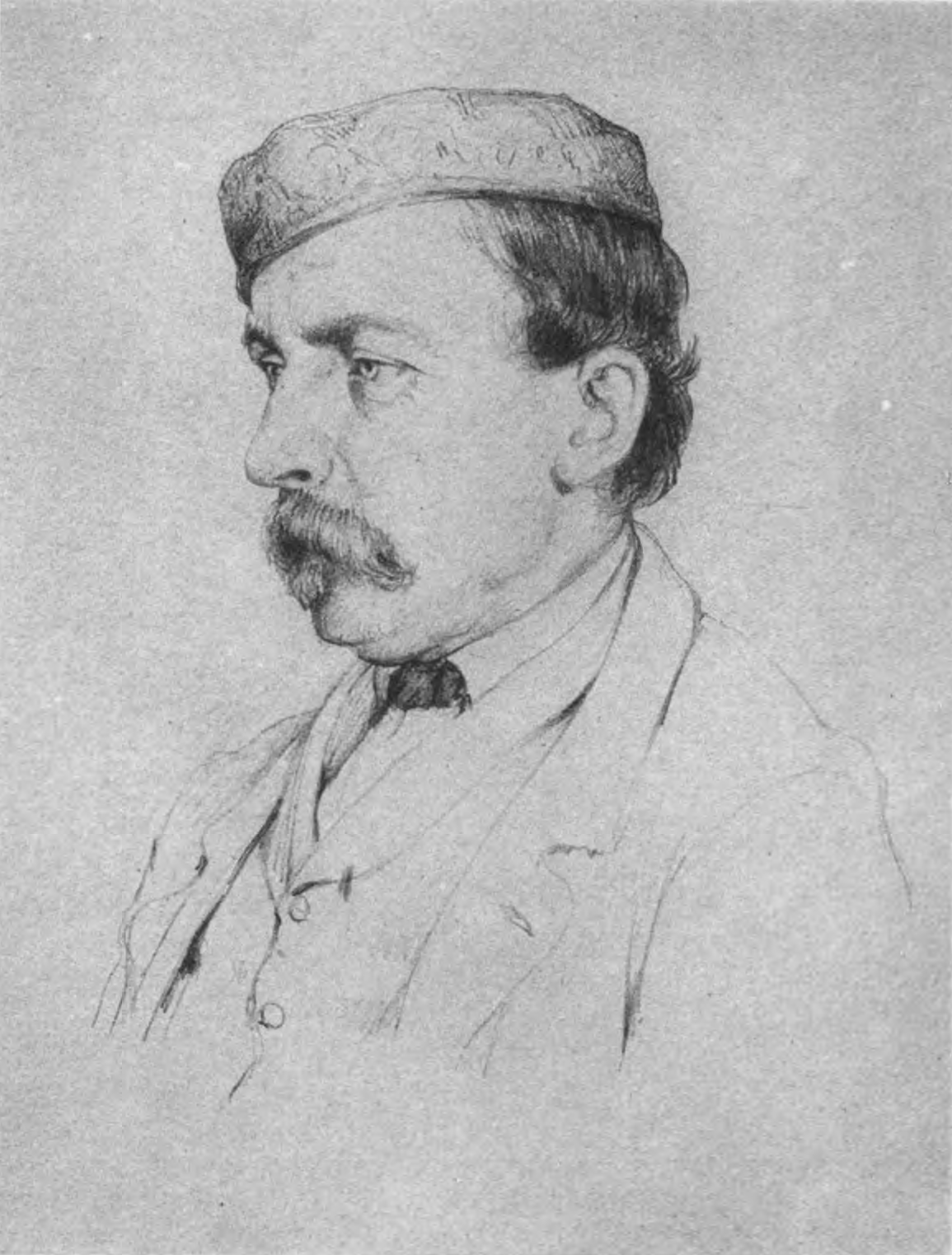
Portrait de Félix Milliet, dessin, 1870.

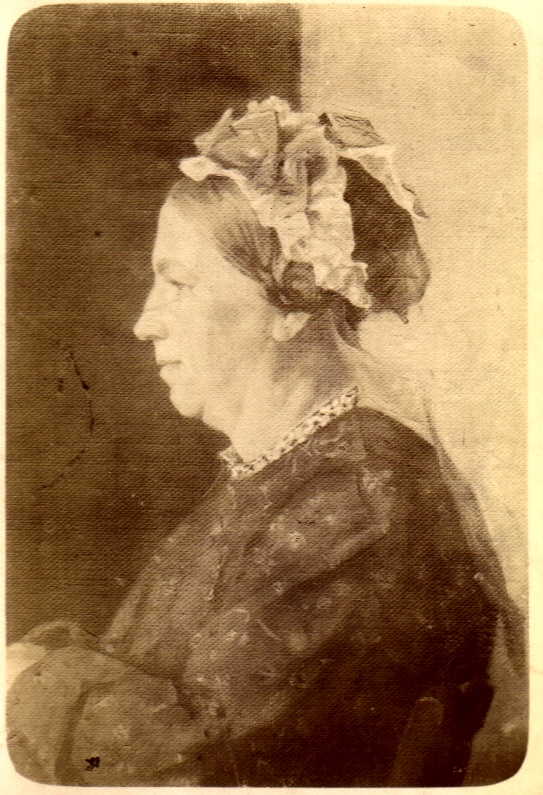
Photographie de Louise Milliet, date inconnue.

Les Milliet parviennent à sortir de Paris et à échapper à la répression,. Leur vie reprend à la fois à Condé-sur-Vesgre, à Paris, où sont installées Louise Milliet et ses deux filles Alix et Louise, et à Genève, où elles vont toutes trois régulièrement rendre visite à Paul qui y est réfugié. En effet, ce dernier a été condamné par contumace à la déportation. Louise Milliet multiplie les démarches afin d'obtenir sa grâce ; celle-ci n'est obtenue qu'en 1879. Le décès d'Henri Payen fait perdre des fonds à Félix Milliet, qui lui avait avancé de l'argent pour qu'il puisse s'établir en tant qu'artisan à son compte.
En 1872, leur grand ami Jacques François Barbier revient de son exil à Jersey puis à Lisbonne, et s'installe dans la Sarthe. Les familles Milliet et Barbier renouent ainsi leurs relations. Elles vont jusqu'à s'allier,, avec le mariage en octobre de la même année de Fernand Milliet et Euphémie Barbier, fille de Jacques François Barbier. Alix Payen revient à la Colonie au cours des années 1880, après avoir vécu un second veuvage. Elle visite régulièrement son père.
Félix Milliet vit ses quinze dernières à la Colonie, « entouré de quelques amis », écrit-il. Il n'écrit plus de chansons politiques et consacre sa vie à la littérature, la peinture et le jardinage ; une vie qu'il décrit lui-même comme étant « assez inutile ». En 1879, il fait publier un feuilleton par le journal Publicateur, intitulé Laure d'Arona. En 1882, il traduit la pièce dramatique Le Triomphe d'amour de l'Italien Giuseppe Giacosa, inspirée de l'œuvre du poète du XIVe siècle Pétrarque, qui paraît au Mans. La fille de Julien Chassevant, Marie Chassevant, est compositrice et signe avec Félix Milliet un recueil de Scènes enfantines pour chant et piano en 1885.

### Rôle de Louise Milliet au sein de la Colonie
Louise Milliet quant à elle joue un rôle très important au sein de La Colonie. Sociétaire dès 1862 depuis Genève, elle est comme son mari actionnaire, et détient cinq parts du capital de la société civile immobilière de Condé,. La société possède le terrain et les bâtiments de la communauté, qu'elle loue aux colons. Louise est membre de l'organisation de la société durant dix ans, de 1865 à 1875, au sein de laquelle elle exerce la fonction de vice-présidente par deux fois, de 1866 à 1868 puis de 1869 à 1872, avant d'en être présidente de 1873 à 1875. Entre les printemps 1868 et 1869, comme ceux de 1872 à 1873, elle n'est pas membre de la société.
Elle est aussi directrice du Ménage sociétaire, organisme qui regroupe les membres de la Colonie à une date et pour une durée inconnue, et est chargée d'organiser leur vie quotidienne. En 1872, elle est membre d'un éphémère comité d'exécution chargé de répondre aux projets décidés durant un congrès du phalanstère s'étant déroulé la même année et gérant un périodique intitulé Bulletin du mouvement social, qui perdure jusqu'en 1879. Louise et Marie de Boureulle y sont les seules femmes. Elle participe aussi à différents banquets entre phalanstériens, comme en 1875 aux côtés de Marie de Boureulle, Victor Considerant, Eugène Nus, Édouard de Pompéry et Eugène Bonnemère.

### Mort et postérité
Félix Milliet meurt le 22 octobre 1888 dans le 5e arrondissement de Paris. Louise Milliet le suit cinq ans plus tard, le 10 juillet 1893. À ses funérailles, Gustave Chatelet lit un éloge d'Eugène Nus : « Au nom de la Colonie qu'elle a aimée avec tout son cœur et toute son intelligence pour le germe de progrès qu'elle y voyait dans l'avenir, les membres de ce ménage sociétaire auquel elle fut si utile et où elle laisse un si grand vide, envoient à celle qu'ils viennent de perdre l'hommage de leurs profonds regrets et de leur ineffaçable souvenir. »
Seule leur dernière fille, Louise Milliet, a une descendance. Même si ses parents ont perdu l'essentiel de leur fortune au cours de leurs mésaventures, elle hérite des biens de l'ensemble de la famille et d'un oncle général, ce qui lui permet de mener une vie bourgeoise et capitaliste. Dans la lignée de ses parents, elle est membre de la communauté de La Colonie, au sein de laquelle elle élève ses deux enfants.
Paul Milliet publie à Paris en 1904, à titre posthume, un dernier recueil de vers écrits par son père, intitulé Rimes intimes. Après avoir pris contact avec l'écrivain Charles Péguy, il publie une biographie familiale au sein du périodique de ce dernier, les Cahiers de la Quinzaine, dont la parution est répartie entre 1910 et 1911. En introduction, Péguy écrit son essai Notre Jeunesse, l'une de ses œuvres majeures. La biographie, qui assure à la famille Milliet de ne pas tomber dans l'oubli, est mal accueillie par le lectorat,, et Péguy ne poursuit pas le contrat au-delà de onze cahiers. Paul Milliet en écrit tout de même deux autres, qu'il fait publier par Georges Crès. Sa biographie comprend des extraits de lettres et de journaux intimes, et retrace la vie de chacun des membres de la famille ; les lettres de sa sœur Alix Payen écrites durant la Commune de Paris bénéficient d'une petite notoriété. Concernant le récit biographique de Félix et Louise Milliet, la chercheuse Colette Cosnier note que Paul Milliet « enjolive la réalité, faisant du bannissement de son père un récit rocambolesque que dément le dossier conservé aux Archives départementales de la Sarthe », que son témoignage sur La Colonie reste succinct et que « sa mémoire est très sélective : les Milliet vivaient au Mans à l'époque où le docteur [Auguste] Savardan voulait changer la vie des paysans sarthois grâce au fouriérisme, or son nom n'apparaît jamais dans ce livre ; l'échec de Réunion est à peine mentionné. Autant « d'oublis » ou de lacunes qu'il faut peut-être imputer à l'amitié existant entre les Milliet et [Victor] Considerant », Auguste Savardan et Victor Considerant étant brouillés.

## Idées politiques

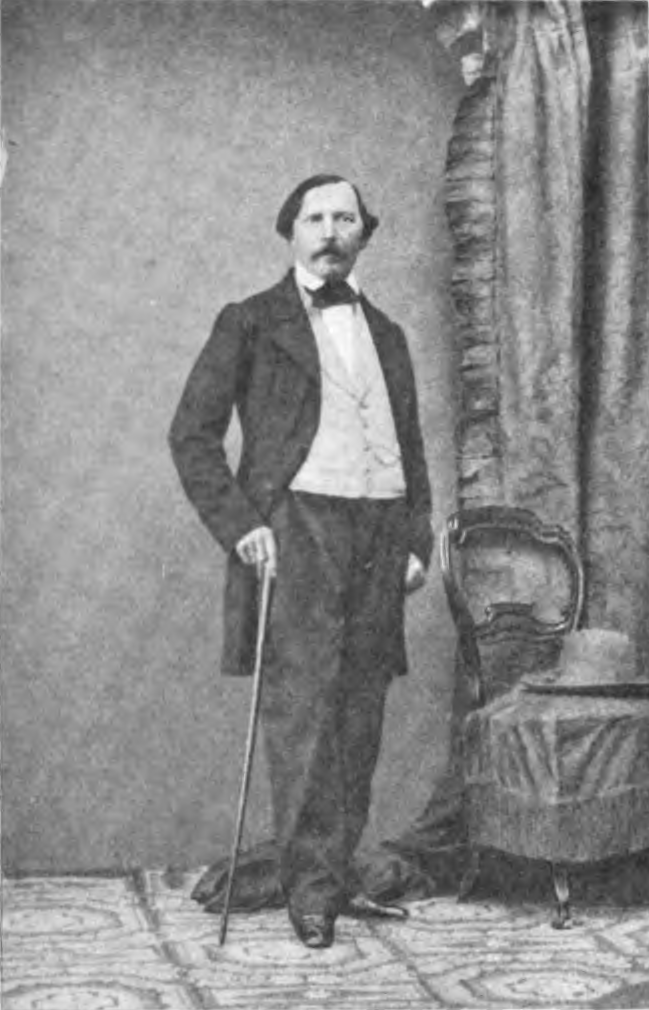
Photographie de Félix Milliet par Straub.

Félix Milliet est, tout au long de sa vie, profondément républicain,. Il commence à s'engager politiquement dès le début de ses études à Paris durant les Trois Glorieuses en 1830. Même lorsqu'il ne peut militer, durant son parcours militaire, il respecte ses valeurs, refusant par exemple d'ajouter à son nom celui de sa propriété de Saint-Flour, ce qui est pourtant une condition pour se marier avec Louise de Tucé. Il est initié aux thèses socialistes utopiques développées par Charles Fourier, appelées fouriérisme, par ses amis du Mans, en particulier Julien Chassevant.
Les chansons qu'il écrit démontrent ce républicanisme,, mais elles n'abordent cependant son fouriérisme que par quelques allusions, et peu de traces écrites confirmant sa croyance dans les théories de Fourier subsistent. Son fils Paul Milliet écrit tout de même de lui et de Louise Milliet que « Le phalanstère, avec l'harmonieuse organisation du travail attrayant, au moyen des séries, leur semblait être le remède qui allait régénérer le monde. Avec la logique d'une conviction profonde, ils mirent toujours en pratique ces doctrines et laissèrent à leurs enfants la plus entière liberté dans le choix des travaux et des plaisirs. Si mon frère fut soldat, si je fus peintre, c'est parce que les attractions sont proportionnelles aux destinées. », mais ce témoignage, extrait de la biographie familiale, procède d'un récit partisan et enjolivant la réalité. De son vivant, Napoléon Gallois décrit les textes de Félix Milliet par « la foi dans un avenir […] d'harmonie mondiale », terminologie fouriériste caractérisant l'idée utopiste partagée par Milliet, où le bonheur de chacun est en harmonie avec celle de l'humanité.
Félix Milliet soutient par ses poèmes l'insurrection des journées de Juin, où les ouvriers parisiens font face à l'armée de la Deuxième République en 1848. Il se déclare lui-même socialiste, mais ne souhaite pas pour autant abandonner les privilèges que lui accorde son statut de bourgeois, et en jouit,. Par conséquent, il s'oppose à la lutte des classes. D'après Alfred Saffrey dans les Cahiers de l'Amitié Charles Péguy, approuvé et repris par Colette Cosnier, Milliet développe à partir des écrits de Fourier un « socialisme à sa mesure », dans lequel la question sociale est résolue « en distribuant à chacun le travaille qu'il réalis[e] avec plaisir »,. L'harmonie et le système social qu'il souhaite se développent par le système des phalanstères ; ainsi, il voit comme solution personnelle à l'autoritarisme de Napoléon III l'exil dans un phalanstère au Texas.
Nous sommes faits pour vivre ensemble,

L'harmonie est l'état normal ;

Allons qu'un seul lien rassemble

Travail, talent et capital.

Qu'à l'œuvre désormais commune

Chacun apporte avec ardeur

L'un ses bras, l'autre sa fortune,

L'autre son génie et son cœur.
— Marchons en frères, Paris, 1850.
À propos des questions religieuses, Félix Milliet s'oppose au clergé. Ainsi, dans les années suivant son mariage, son épouse Louise Milliet — qui devient elle aussi républicaine —, à l'éducation catholique, ne pratique plus. Lorsqu'il s'engage dans la franc-maçonnerie à la « Loge des Arts et du Commerce » au Mans, il se proclame « libéré des fausses doctrines d'un spiritualisme ascétique ». Cette réversion s'accentue particulièrement en 1855, due à la séquestration d'une tante de Louise Milliet dans un couvent et de la tentative d'accaparement de son héritage par l'abbé. Vers la fin de sa vie, il affirme son soutien à sa fille, lorsqu'elle refuse un mariage avec l'homme politique Étienne Dujardin-Beaumetz parce que celui-ci souhaitait se marier à l'église.

## Œuvre

### Poésie
- Roman d'amour, 1838-1845Un volume manuscrit[76].
- Chansons, 1848-1849 et 1850-1851Deux volumes manuscrits[76].
- Chansons politiques, 1852-1854Un volume manuscrit[76].
- Vers et chansons, Le Mans, Monnoyer, 1848, 11 p.Contient Les Enfants du Maine[77].
- Marchons en frères, Paris, imprimerie de Moquet, 1850, 4 p. (OCLC 457901306, BNF 30948527)Chanson de quatre couplets avec refrain, musique de P. Garreaud[26]. Dédiée à Auguste Savardan[1].
- Son retour, Le Mans, chez Granger, 1850Romance, composition de Laure Magnin[26].
- Chansons de Félix Milliet  (préf. Napoléon Gallois), Paris, Propagande démocratique sociale, imprimerie de Schiller, 1850, 64 p. (OCLC 457901300, BNF 30948526)Deuxième édition[26]. Avant-propos de Napoléon Gallois[s],[1] et avec une lettre de Pierre-Jean de Béranger[26].
- Chansonnier impérial pour l'an de grâce 1853, Lausanne, 1852Faussement indiqué « Bruxelles et Londres ». Deux éditions, la première à l'imprimerie Genton, la seconde chez Alexandre Michod[24],[78].
- Scènes enfantines pour chant et piano, Paris, J. Hammelle, 1885, 28 p. (OCLC 844187282, BNF 42903947)Poésies de Félix Milliet, scénario et musique de Marie Chassevant[69],[t]
Contient La Valse du chat, La Vie d'un petit enfant, L'Oiseau tombé du nid, L'Enterrement du petit oiseau, Le Désir d'un enfant.
- Rimes intimes, Paris, librairie de la Plume, 1904, 127 p. (OCLC 457901361, BNF 30948532)Publication posthume par son fils Paul Milliet[76].

### Théâtre
- Fol Amour, 1862Manuscrit. Drame lyrique en trois actes, tiré de Heinrich Heine[76].
- Sigismond ou la vie est un songeManuscrit. Opéra en trois actes, tiré de La vie est un songe de Pedro Calderón de la Barca[76].
- La TempêteOpéra en trois actes et un prologue[76].
- Almanzor et ZuleïmaEn trois actes, d'après Heinrich Heine[76].
- Le Morisque, 1868[76]
- Le Geôlier de soi-même, 1869Manuscrit. Opéra en quatre actes en vers, d'après Pedro Calderón de la Barca[76].
- Le Triomphe d'amour : Légende dramatique en deux actes, en vers, Le Mans, imprimerie et libraire E. Lebrault, 1882, 83 p. (OCLC 459345272, BNF 32162846)Traduction depuis l'italien de Il trionfo d'amore écrit par Giuseppe Giacosa[79].

### Roman
- Laure d'Arona, 1879Feuilleton paru dans le Publicateur[76].